# Необычное число

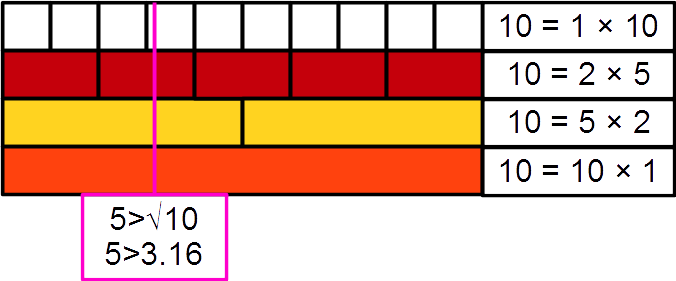
Демонстрация палочками Кюизенера, что число 10 — необычное число, его наибольший простой делитель равен 5, что больше, чем √10 ≈ 3,16

Необычное число — натуральное число {\displaystyle n}, наибольший простой множитель которого строго больше {\displaystyle {\sqrt {n}}}.
У {\displaystyle k}-гладкого числа все простые множители меньше или равны {\displaystyle k}, поэтому необычное число не-{\displaystyle {\sqrt {n}}}-гладкое.
Все простые числа необычны.
Для любого простого {\displaystyle p} его кратные, меньшие {\displaystyle p^{2}}, являются необычными, то есть {\displaystyle p,\dots ,(p-1)p}, у которых плотность {\displaystyle 1/p} в интервале {\displaystyle (p,p^{2})}.
Первые несколько необычных чисел:
2, 3, 5, 6, 7, 10, 11, 13, 14, 15, 17, 19, 20, 21, 22, 23, 26, 28, 29, 31, 33, 34, 35, 37, 38, 39, 41, 42, 43, 44, 46, 47, 51, 52, 53, 55, 57, 58, 59, 61, 62, 65, 66, 67…
Первые несколько непростых необычных чисел:
6, 10, 14, 15, 20, 21, 22, 26, 28, 33, 34, 35, 38, 39, 42, 44, 46, 51, 52, 55, 57, 58, 62, 65, 66, 68, 69, 74, 76, 77, 78, 82, 85, 86, 87, 88, 91, 92, 93, 94, 95, 99, 102….
Если обозначить количество необычных чисел, меньших или равных {\displaystyle n}, через {\displaystyle u(n)}, то {\displaystyle u(n)} ведёт себя следующим образом:
| {\displaystyle n} | {\displaystyle u(n)} | {\displaystyle u(n)/n} |
| 10                | 6                    | 0,6                    |
| 100               | 67                   | 0,67                   |
| 1000              | 715                  | 0,72                   |
| 10000             | 7319                 | 0,73                   |
| 100000            | 73322                | 0,73                   |
| 1000000           | 731660               | 0,73                   |
| 10000000          | 7280266              | 0,73                   |
| 100000000         | 72467077             | 0,72                   |
| 1000000000        | 721578596            | 0,72                   |
Рихард Шрёппель установил в 1972 году, что асимптотическая вероятность того, что случайно выбранное число является необычным, равна ln (2):
{\displaystyle \lim _{n\rightarrow \infty }{\frac {u(n)}{n}}=\ln(2)=0{,}693147\dots }